# Cantó de Savina
El cantó de Savina lo Lac és un cantó francès del departament dels Alts Alps, situat al districte de Gap. Té sis municipis i el cap és Savina lo Lac.

## Municipis
- Puei-Sant Eusebi
- Puei-Sanheras
- Realon
- Sant Apolinari
- Lo Sauze dau Lac
- Savina lo Lac

## Història
| Data d'elecció                           | Identitat        | Partit           | Qualitat |
| ---------------------------------------- | ---------------- | ---------------- | -------- |
| 1961-1979                                | M. Coronat       | SFIO, després PS |          |
| 1979-2004                                | Adrien Gleize    | UDF-PR           |          |
| 2004-                                    | Victor Berenguel | UMP-PR           |          |
| les dades anteriors no són pas conegudes |                  |                  |          |
|                                          |                  |                  |          |

| 1962 | 1968  | 1975  | 1982  | 1990  | 1999  | 2007  |
| ---- | ----- | ----- | ----- | ----- | ----- | ----- |
| 898  | 1.171 | 1.169 | 1.191 | 1.314 | 1.472 | 1.911 |